# Alex de Renzy
Alexander (ou Alex) de Renzy, né le 13 août 1935 et décédé le 8 juin 2001, est un réalisateur et producteur de films pornographiques américain.

## Biographie
En octobre 1969, Alex de Renzy se rend au salon Sex 69, à Copenhague au Danemark, pays qui vient de légaliser la pornographie. Il en tire la matière de son premier film Pornography in Denmark, qui sort en 1970. La même année, il réalise A History of the Blue Movie (intitulé Anthologie du plaisir en français), montage de séquences de films et de dessins animés pornographiques de différentes époques. Ces deux films figurent parmi les premiers films pornographiques à succès sur le marché américain.
Les films qu'Alex de Renzy réalise par la suite incluent deux classiques de la pornographie des années 1970, Babyface (1977) et Pretty Peaches (1978), dont le scénario est librement inspiré de Candide. Il a notamment lancé les carrières d'Annette Haven (Lady Freaks, 1973), Desiree Cousteau (Pretty Peaches, 1978) et Juliet Anderson (Aunt Peg).
Au début des années 1990, Alex de Renzy abandonne les films scénarisés - son dernier est "Two Women" (1992) qui lui vaut l'AVN Award du meilleur réalisateur - et se tourne vers des productions entièrement constituées de scènes de sexe, généralement centrées sur la sodomie, qu'il réalise sous le pseudonyme de Rex Borsky. Il meurt en 2001 à Los Angeles.
Il est membre du XRCO Hall of Fame et de l'AVN Hall of Fame.

## Filmographie partielle
- Pornography in Denmark (1970)
- A History of the Blue Movie (Anthologie du plaisir, 1970)
- Lady Freaks (1973)
- Femmes de Sade (1976)
- Babyface (1977)
- Pretty Peaches (1978)
- Dirty Girls (1984)
- Wild Things (1985)
- Dr. Penetration (1986)
- Moving In (1986)
- Pretty Peaches 2 (1987)
- Bring on the Virgins (1989)
- The Big Thrill (1989)
- Rapture (1990)
- Steamy Windows (1990)
- Anal Climax (1991)
- Anal Fury (1991)
- Anal Innocence (1991)
- Anal Revolution (1991)
- Anal Starlets (1991)
- Two Women (1992)
- Anal Carnival (1992)
- Anal Cuties of Chinatown (1992)
- Anal Delights (1992)
- Anal Ecstasy (1992)
- Anal Inferno (1992)
- Anal Madness (1992)
- Anal Rampage (1992)
- Anal Rookies (1992)
- Anal Savage (1992)
- Anal Sluts and Sweethearts (1992)
- Anal Thrills (1992)
- Slave to Love (1993)
- Anal Co-ed (1993)
- Anal Sensations (1993)
- Anal Siege (1993)
- Anal Taboo (1993)
- Anal Urge (1993)
- Gang Bang Face Bath (1993)
- Anal Bad Girls (1994)
- Anal Breakdown (1994)
- Anal Candy Ass (1994)
- Anal Hunger (1994)
- Anal Justice (1994)
- Assy Sassy (1994)
- Booty Mistress (1994)
- Certifiably Anal (1994)
- Gang Bang Jizz Jammers (1994)
- Gang Bang Nymphette (1994)
- Anal Addict (1995)
- Anal Deep Rider (1995)
- Anal Hellraiser (1995)
- Anal Insatiable (1995)
- Anal Sweetheart (1995)
- Anal Trashy Ass (1995)
- Malibu Butt Sluts (1996)
- Anal Hanky Panky (1997)
- Anal Openings and Face Soakings (1997)

## Récompenses
- 1977 : AFAA Award Meilleur réalisateur pour Babyface[1]
- 1989 : AVN Award Meilleur réalisateur - Film (Best Director - Film) pour Pretty Peaches 2
- 1993 : AVN Award Meilleur réalisateur - Vidéo (Best Director - Video) pour Two Women
- 1993 : AVN Award Meilleure vidéographie (Best Videography) pour Two Women